# 福間文香
福間 文香（ふくま あやか、1989年1月25日 - ）は、日本のファッションモデル、タレントである。奈良県出身。所属事務所はアービング。

## 略歴
2011年に地元の奈良県でスカウトされ、同年にオファーを受けていた現在の事務所にてデビューし『JJ』や『CanCam』にも掲載された。
2013年12月にマレーシアで行われた「Miss Scuba International 2013」に日本代表として出場し、「フォトジェニック賞」を受賞している。

## 人物
2017年7月6日にプロサッカー選手の太田宏介と結婚。2019年7月5日に第1子男児、2023年2月に第2子男児、2025年3月に第3子男児を出産した。

## 出演

### テレビ
- 眠れぬ街のアプリンス（2011年、日本テレビ）
- 美少女ヌードル（2012年、テレビ朝日）
- 俺たちのパチパチ調査団（2014年1月 - 6月、テレビ神奈川・テレビ埼玉）
- 週末パラダイス（2014年8月7日、21日、テレビ東京）
- なら婚（2014年8月20日、27日、日本テレビ）
- 日立 世界・ふしぎ発見!（2016年7月30日、TBS） - ミステリーハンター[6]

### ラジオ
- オレたちゴチャ・まぜっ!〜集まれヤンヤン〜（2016年4月16日 - 2017年4月8日、MBSラジオ） - ヤンヤンガールズ8期生

### CM・広告
- テレビ朝日「Beach Lounge」（2012年）
- 日本コカ・コーラ いろはす リサイクル・アート プロジェクト篇（2013年）
- TO BE WHITE 美白歯ブラシ（2013年）
- 大網白里市（2013年）
- トリンプ「me closet」（2013年）
- ロート製薬「Acnes25」（2014年6月）
- 日産・ノート「タクティカル」篇（2014年7月）

### 映画
- Fashion Story（2012年）
- 秘愛（2013年） - 亜梨沙 役 ※ヒロイン
- CONFLICT〜最大の抗争〜（2016年）

### Vシネマ
- ザ・闇金融道（2012年）
- 極道刑務所（2014年）
- 極サギ（2014年） - ナナ

### SHOW
- 2011年　「Girls Award 2011」
- 2011年　「TOKYO GIRLS COLLECTION宮崎」
- 2012年　「KANSAI　COLLECTION」
- 2013年　「東京ガールズコレクション'13 S/S」
- 2013年　「TOKYO GIRLS RUN」専属モデル
- 2013年　「Girls Award2013 SPRING/SUMMER」
- 2013年　「SEOUL GIRLS COLLECTION」
- 2013年　「シティOL夏祭り2013」
- 2013年　「TOKYO GIRLS COLLECTION 2013A/W」
- 2014年1月26日　「東京ウエディングコレクション」
- 2014年3月23日　「FUKUOKA ASIA COLLECTION 2014 S/S」

### 雑誌
- 2011年 JJ（光文社）
- 2011年 CanCam（小学館)
- 2014年7月22日 LaSCUBA（水中造形センター）Vol.3（2014年夏号）[7]
- 2016年 週刊プレイボーイ（集英社）52号[8]

### カタログ
- 「GROW」A/W
- 「レディースセシール」秋・冬号
- 「ルアール」秋・冬号
- 「mico　super」秋・冬号
- 「RICORDY」Webモデル
- 「エンジェリーベ」
- TBC「クロスタイル」
- 「A.V.V」webカタログ
- 「ベルーナネット」
- ムック本「走るひと」
- 「RUNA」
- 「LAISSE　PASSE」web

### 舞台
- ベニバラ兎団「VAMPIST」（2014年1月16日 - 19日、池袋シアターグリーン・BIGTREE THEATER）